# Попов Леонід Сергійович
Сергій Попов (справжнє ім'я Леонід Сергійович Попов) — радянський і російський кіноактор, кінорежисер та сценарист. 

## З життєпису
Народився 14 листопада 1946 р. у с. Караван Харківської області. Закінчив Московський інститут культури (1984). 
Знявся у фільмах Кіри Муратової: «Пізнаючи білий світ» (1978), «Серед сірого каміння» (1983), «Астенічний синдром» (1989, співавт. сцен.), «Чутливий міліціонер» (1992), «Захоплення» (1994), «Другорядні люди» (2001), «Чеховські мотиви» (2002), а також в українській стрічці «Смиренний цвинтар» (1989).
Поставив кінокартину «Посмішка» (1991, співавт. сцен. Гран-прі Кінофестивалю «Кінотавр», Сочі, 1992; Головний приз кінофестивалю «Дебют», Москва, 1992; Спеціальний приз журі Міжнародного кінофестивалю у Сан-Ремо, 1993).

## Фільмографія
Акторські кінороботи:
- «Пізнаючи білий світ» (1978, Мишко)
- «Останнє полювання» (1979, Кардіф, член екіпажу шхуни)
- «Серед сірого каміння» (1983, Валентин; Одеська кіностудія)
- «Вийти з лісу на галявину» (1987)
- «Легка робота» (1987, к/м)
- «Троє» (1988)
- «Астенічний синдром» (1989, Микола Олексійович, співавт. сцен.)
- «Чутливий міліціонер» (1992, Україна—Франція)
- «Захоплення» (1994, Іван Іванович; Росія—Україна)
- «Смиренний цвинтар» (1989, к/ст ім. Довженка, реж. Олександр Ітигілов)
- «Кліщ» (1990, лікар)
- «Кікс» (1991)
- «Розлучення» (1992, к/м)
- «Живий Пушкін» (1999, документальний, участь у фільмі)
- «Другорядні люди» (2001, епізод; Одеська кіностудія)
- «Чеховські мотиви» (2002, Євграф Ширяєв; «Нікола-фільм», Одеська кіностудія)
- «Француз» (2004)
- «Розлучення» (2012, т/с; Володимир Федорович, отець Романа)
- «9 днів та один ранок» (2014, Юра, сусід)
- «Здається будинок з усіма незручностями» (2016)
- «Шифр» (2019, т/с; Петро Натанович, експерт рос. МУРу (немає в титрах)
- «Шифр-2» (2020—2021, т/с; Петро Натанович, експерт рос. МУРу)
- «Шифр-3» (2022, т/с; Петро Натанович, експерт рос. МУРу)
- та інші...

Режисер-постановник:
- «Легка робота» (1987, к/м)
- «Посмішка» (1991)

Сценарист:
- «Астенічний синдром» (1989, у співавт.)
- «Посмішка» (1991, у співавт.)
- «Москво, я люблю тебе!» (2010, кіноальманах; новела «Скрипаль», реж. В. Сторожева)